# Jevgenij Grišin (rychlobruslař)
Jevgenij Romanovič Grišin (rusky Евге́ний Рома́нович Гри́шин; 23. března 1931 Tula, Ruská SFSR – 9. července 2005 Moskva) byl sovětský rychlobruslař.
Prvního mistrovství Evropy se zúčastnil v roce 1954, kde se umístil na 11. místě, téhož roku startoval i na Mistrovství světa, z kterého si přivezl bronzovou medaili. Největších úspěchů dosáhl v roce 1956, kdy zvítězil na evropském šampionátu, vybojoval bronz na Mistrovství světa a vyhrál v závodech na 500 m a 1500 m na Zimních olympijských hrách. V následující sezóně se umístil nejlépe na pátém místě na Mistrovství Evropy. V dalších dvou letech startoval pouze na menších závodech a sovětských šampionátech, po návratu na velké mezinárodní akce v roce 1964 však obhájil na zimní olympiádě obě zlaté medaile. Na světových a kontinentálních šampionátech se mu příliš nedařilo, v letech 1960–1963 se umisťoval na konci druhé desítky. Poslední cenný kov, stříbro, získal na ZOH 1964 na sprinterské pětistovce, kromě toho byl jedenáctý na trojnásobné distanci. Následující sezóny se již na mistrovstvích světa a Evropy neobjevoval, absolvoval pouze menší mezinárodní či domácí závody nebo sovětské šampionáty. Výjimkou byly Zimní olympijské hry 1968, kde startoval pouze na trati 500 m, na které se umístil těsně pod stupni vítězů na čtvrtém místě. Posledního závodu se zúčastnil v roce 1970.